# Prime Time (Don McLean)
Prime Time è il sesto album in studio del cantautore statunitense Don McLean.
Il disco non riscosse un buon successo commerciale ma le tracce, e in particolare il brano omonimo, sono considerati tra le migliori composizioni di McLean.
Nel suo album in studio Take Care (2011), all'interno della traccia Doing It Wrong, Drake ha campionato il brano The Wrong Thing to Do, presente come traccia numero cinque in Prime Time.

## Tracce
Tutte le canzoni sono composte da McLean, eccetto dove indicato.
1. "Prime Time"
2. "The Statue"
3. "Jump"
4. "Red Wing"
5. "The Wrong Thing to Do"
6. "The Pattern Is Broken"
7. "When Love Begins"
8. "Color TV Blues"
9. "Building My Body"
10. "Down the Road/Sally Ann"
11. "When a Good Thing Goes Bad"
12. "South of the Border" (Michael Carr, Jimmy Kennedy)
13. "If You Can Dream"